# Guntupalli-Kloster

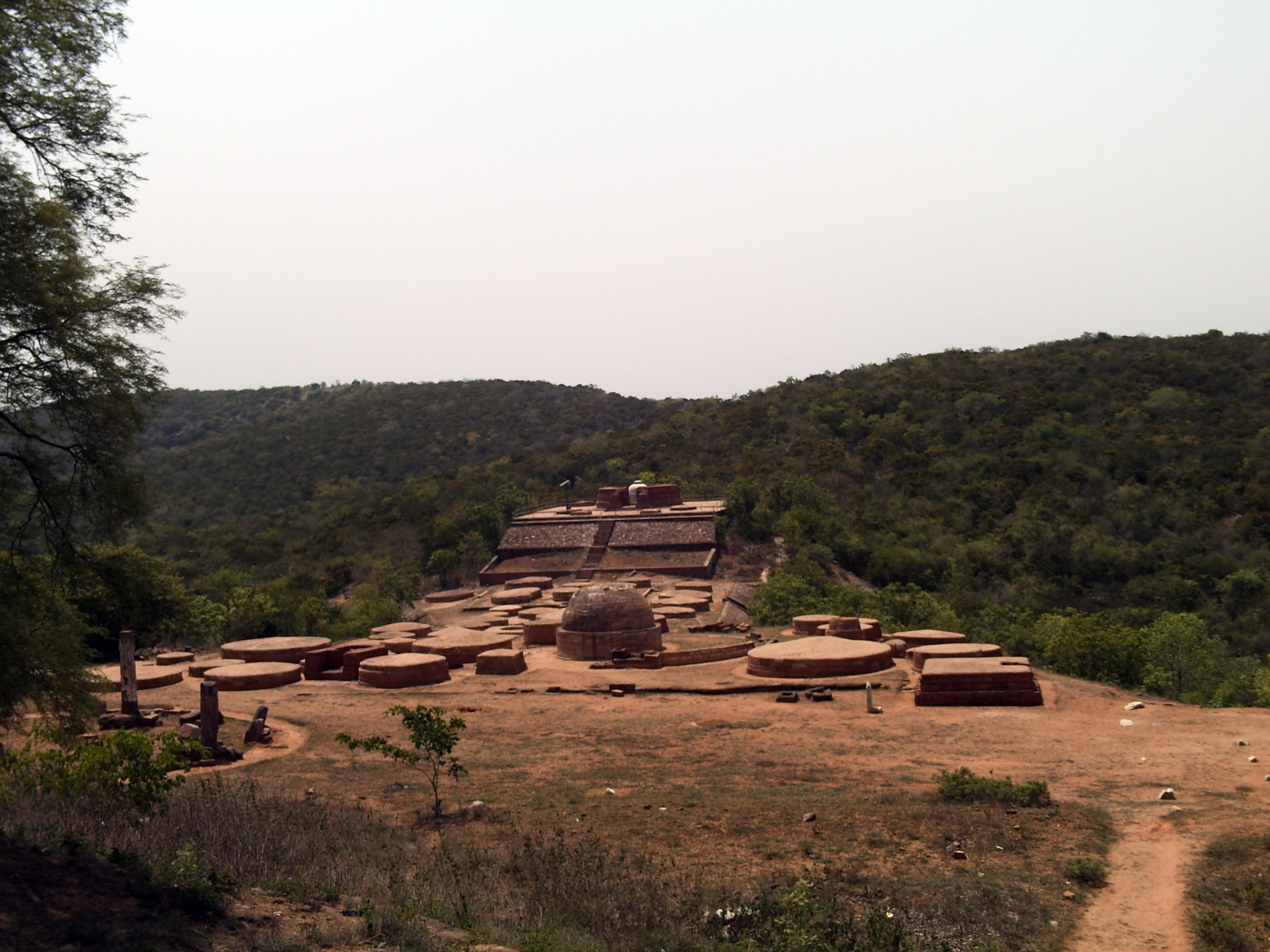
Guntupalli-Kloster

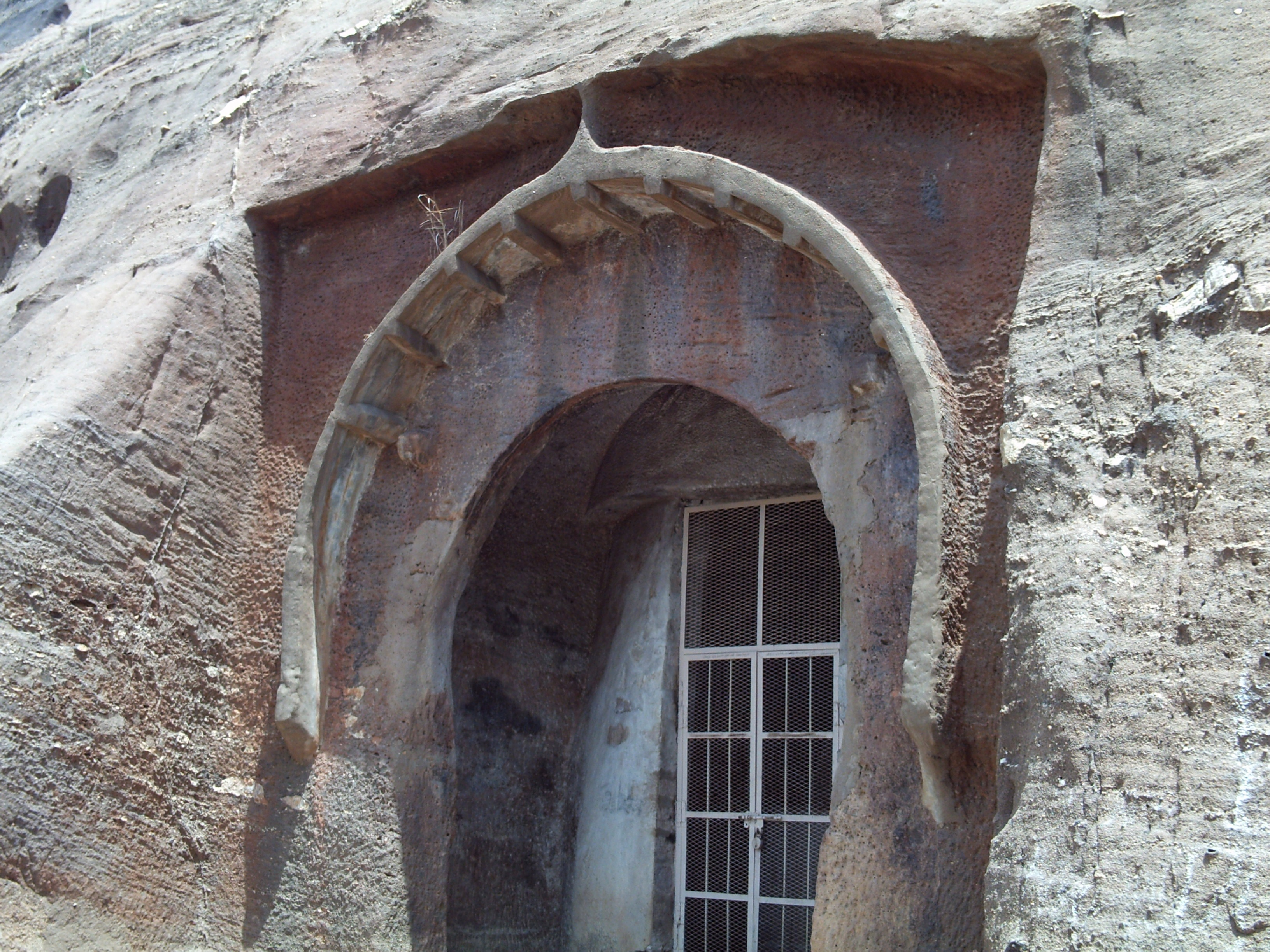
Portal der Chaitya-Halle

Das frühbuddhistische Guntupalli-Kloster ist eine archäologische Stätte im West-Godavari-Distrikt des südindischen Bundesstaats Andhra Pradesh. Während die Haupthalle (chaitya) in das 3. oder 2. Jahrhundert v. Chr. datiert wird, stammen die meisten übrigen Bauten aus nachchristlicher Zeit.

## Lage
Das ehemalige Kloster liegt in ca. 150 bis 200 m Höhe in einem bewaldeten und felsigen Gebiet etwa 8 km westlich der Kleinstadt Kamavarapukota; die Großstadt Eluru befindet sich gut 40 km (Fahrtstrecke) südlich.

## Architektur
Die Klosteranlage besteht aus einer frühen, in eine Felswand gehauenen Kulthalle (chaitya) mit rundem Grundriss und einem Stupa, der rituell umwandelt werden konnte (pradakshina). Das Portal zeigt einen in der indischen Architektur seltenen Rundbogen mit ebenfalls halbrundem und scheinbar von Balken gestütztem Überfangbogen mit kleinem Kielbogenaufsatz. Seitlich erhöht davon befindet sich ein späterer Kultbereich mit den nur unvollständig restaurierten Resten von mehr als 30 aus Natur- und Ziegelsteinen errichteten Votivstupas. Oberhalb davon befinden sich weitere von Menschenhand geschaffene Felshöhlen (viharas), die den Mönchen (bhikkhus) zu Wohnzwecken dienten.